# Zaricine, Jîdaciv
Zaricine (în ucraineană Зарічне) este localitatea de reședință a comunei Zaricine din raionul Jîdaciv, regiunea Liov, Ucraina.

## Demografie
Componența lingvistică a localității Zaricine
     Ucraineană (99,73%)
     Alte limbi (0,27%)
Conform recensământului din 2001, majoritatea populației localității Zaricine era vorbitoare de ucraineană (99,73%), existând în minoritate și vorbitori de alte limbi.